# Vladimir Batez
Vladimir Batez est un joueur de volley-ball monténégrin, né le 7 septembre 1969 à Novi Sad, (Serbie). Il mesure 1,94 m et joue réceptionneur-attaquant.

## Clubs
| Club                     | Pays        | De        | À         |
| ------------------------ | ----------- | --------- | --------- |
| Étoile rouge de Belgrade | Yougoslavie | 1990-1991 | 1993-1994 |
| Vojvodina Novi Sad       | Yougoslavie | 1994-1995 | 1995-1996 |
| Catane SC                | Italie      | 1996-1997 | 1996-1997 |
| Naples Volley            | Italie      | 1997-1998 | 1997-1998 |
| Volley Forlì             | Italie      | 1998-1999 | 1998-1999 |
| Top Volley Latina        | Italie      | 1999-2000 | 2000-2001 |
| Volleyteam Roulers       | Belgique    | 2001-2002 | 2001-2002 |
| Pinuccio Capurso Gioia   | Italie      | 2002-2003 | 2002-2003 |
| 4 Torri Ferrare          | Italie      | 2003-2004 | 2003-2004 |
| Callipo Sport            | Italie      | 2004-2005 | 2004-2005 |
| Pinuccio Capurso Gioia   | Italie      | 2005-2006 | 2005-2006 |
| Cagliari Volley          | Italie      | 2006-2007 | 2006-2007 |
| Ribnica Kraljevo         | Serbie      | 2007-2008 | 2008-2009 |

## Palmarès
- En club
  - Championnat de Serbie-et-Monténégro : 1995, 1996
  - Coupe de Serbie-et-Monténégro : 1993, 1995, 1996
  - Coupe de Yougoslavie : 1991

- En équipe nationale de Serbie-et-Monténégro
  - Jeux olympiques : 2000